# Chrysopa intima
Chrysopa intima is een insect uit de familie van de gaasvliegen (Chrysopidae), die tot de orde netvleugeligen (Neuroptera) behoort. 
Chrysopa intima is voor het eerst wetenschappelijk beschreven door McLachlan in 1893.